# Mswati II de Suazilandia
Mswati II (también conocido como Mswazi, Mavuso o Mdvuso) (1825 - 1868) fue el Rey o Jefe Supremo de Suazilandia entre 1840 y 1868 y el epónimo de Suazilandia. Fue hijo de Sobhuza I de Suazilandia.
| Predecesor: Reina Lojiba Simelane (Reina regente) | Rey de Suazilandia 1840-1868 | Sucesor: Reina Thandile Ndwandwe (Reina regente) |

- Datos: Q882710